# Tateto ndenge
Tateto ndenge é o cargo de pai-pequeno do Candomblé Bantu ocupado por homens. As mulheres são Mameto ndenge.